# تريسي 168
تريسي 168 (بالإنجليزية: Tracy 168)‏ هو رسام أمريكي، ولد في 1958 في نيويورك في الولايات المتحدة.